# District de Bratislava V
 (août 2024).
Si vous disposez d'ouvrages ou d'articles de référence ou si vous connaissez des sites web de qualité traitant du thème abordé ici, merci de compléter l'article en donnant les références utiles à sa vérifiabilité et en les liant à la section « Notes et références ».
Le district de Bratislava V est l'un des cinq districts de Bratislava,. Il s'agit du seul district de Slovaquie situé sur la rive droite du Danube.

## Démographie

### Évolution de la population
| Année:               | 1994.   | 2004.   | 2014.   | 2024.   |
| -------------------- | ------- | ------- | ------- | ------- |
| Nombre de personnes: | 130 503 | 119 441 | 111 001 | 121 843 |
| Différence:          |         | -8,47 % | -7,06 % | +9,76 % |

| Année:               | 2023.   | 2024.   |
| -------------------- | ------- | ------- |
| Nombre de personnes: | 122 048 | 121 843 |
| Différence:          |         | -0,16 % |